# Ceryx burgeffi
Ceryx burgeffi là một loài bướm đêm thuộc phân họ Arctiinae, họ Erebidae.